# Arnprior (Canada)
Arnprior is een plaats (town) in de Canadese provincie Ontario en telt 7158 inwoners (2006). De oppervlakte bedraagt 13,04 km².